# (3236) Strand
(3236) Strand (1982 BH1) – planetoida z pasa głównego asteroid okrążająca Słońce w ciągu 3,27 lat w średniej odległości 2,2 au. Odkryta 24 stycznia 1982 roku.